# Pakistan aux Deaflympics
La Pakistan participe 4 fois aux Deaflympics d'été depuis 1997 et 1 fois aux Jeux d'hiver depuis 2007. 

## Bilan général
L'équipe de Pakistan n'obtient aucun médaille des Deaflympics.
| Année | Médaille d'or, Jeux olympiques | Médaille d'argent, Jeux olympiques | Médaille de bronze, Jeux olympiques | Total             | Rang              |
| 1997  | 0                              | 0                                  | 0                                   | 0                 | NC                |
| 2001  | 0                              | 0                                  | 0                                   | 0                 | NC                |
| 2005  | 0                              | 0                                  | 0                                   | 0                 | NC                |
| 2009  | 0                              | 0                                  | 0                                   | 0                 | NC                |
| 2013  | N'a pas participé              | N'a pas participé                  | N'a pas participé                   | N'a pas participé | N'a pas participé |
| Total | 0                              | 0                                  | 0                                   | 0                 |                   |

| Année | Médaille d'or, Jeux olympiques | Médaille d'argent, Jeux olympiques | Médaille de bronze, Jeux olympiques | Total  | Rang   |
| 2007  | 0                              | 0                                  | 0                                   | 0      | NC     |
| 2011  | Annulé                         | Annulé                             | Annulé                              | Annulé | Annulé |
| Total | 0                              | 0                                  | 0                                   | 0      |        |